# Adolf Steuble

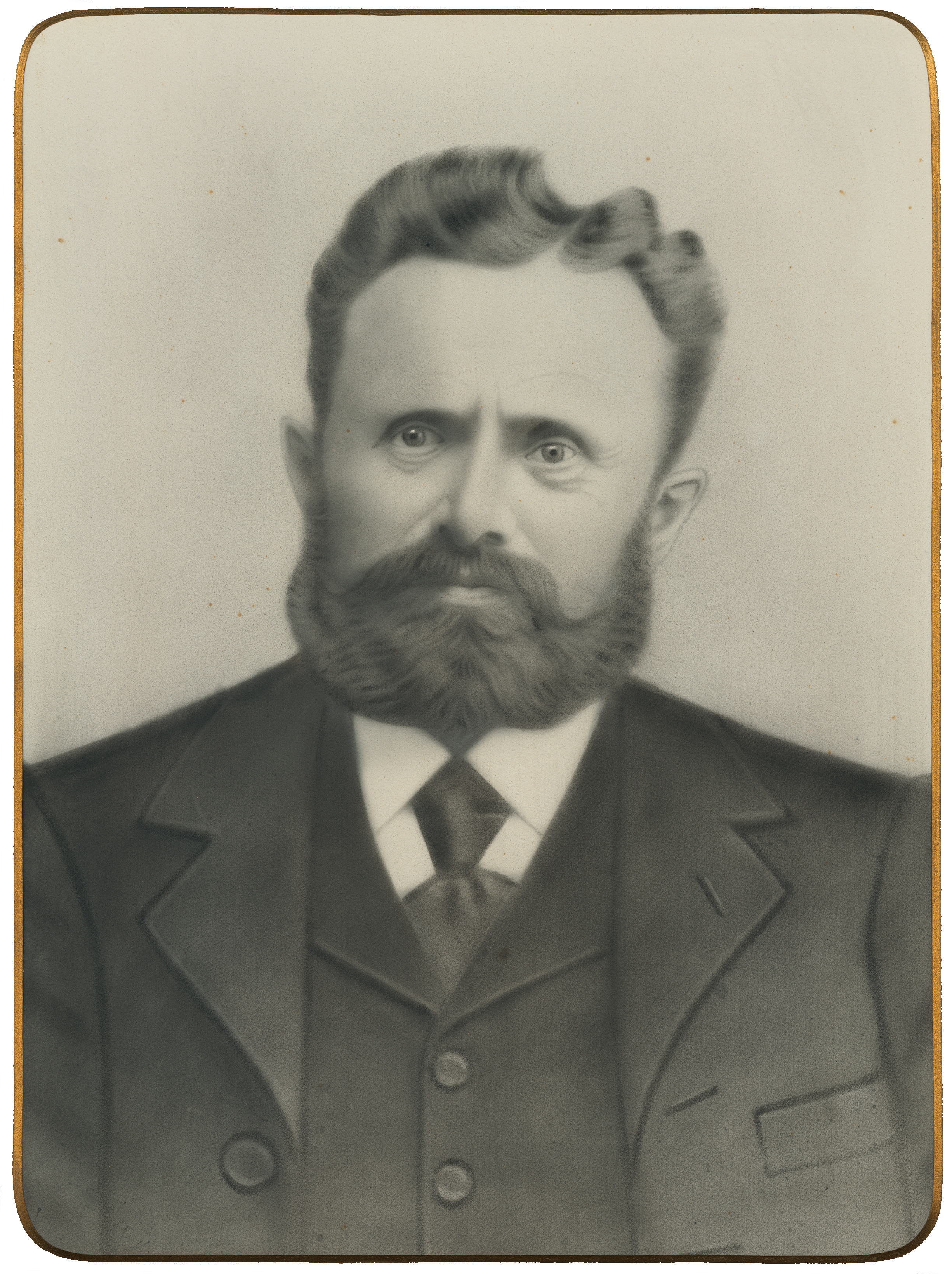
Adolf Steuble

Adolf Steuble (1856 - 1925), was een Zwitsers politicus.
Steuble was lid van de Katholieke Conservatieve Partij, later (vanaf 1913) de Zwitserse Katholieke Conservatieve Partij (voorloper van de huidige Christendemocratische Volkspartij). Hij was lid van de Standeskommission (regering) van het kanton Appenzell Innerrhoden.
Tussen 1907 en 1925 was Steuble afwisselend Regierend Landammann (dat wil zeggen regeringsleider) en Pannerherr (dat wil zeggen plaatsvervangend regeringsleider) van Appenzell Innerrhoden. 
Adolf Steuble overleed in 1925.

## Landammann
- 28 april 1907 - 25 april 1909 — Landammann
- 25 april 1909 - 30 april 1911 — Pannerherr
- 30 april 1911 - 27 april 1913 — Landammann
- 27 april 1913 - 25 april 1915 — Pannerherr
- 25 april 1915 - 29 april 1917 — Landammann
- 29 april 1917 - 27 april 1919 — Pannerherr
- 27 april 1919 - 24 april 1921 — Landammann
- 24 april 1921 - 29 april 1923 — Pannerherr
- 29 april 1923 - 26 april 1925 — Landammann